# Mysidopsis arenosa
Mysidopsis arenosa är en kräftdjursart som beskrevs av Brattegard 1974. Mysidopsis arenosa ingår i släktet Mysidopsis och familjen Mysidae. Inga underarter finns listade i Catalogue of Life.